# Tomás Pelayo
Tomás Pelayo Ros (Zaragoza, 16 de octubre de 1928-ibídem, 24 de octubre de 2007) fue un abogado, fiscal y político franquista español.

## Biografía
Licenciado en Derecho por la Universidad de Zaragoza en 1950, fue fiscal de la Audiencia Provincial de Tarragona en 1954.
En 1964 comenzó su carrera política como consejero del Movimiento Nacional y procurador en Cortes. Después fue gobernador civil de la provincia de Zamora (1965), de Córdoba (junio de 1968 - 30 de noviembre de 1969) y de Barcelona. Después fue delegado del Gobierno en la Compañía Telefónica, delegado nacional de Deportes y presidente del Comité Olímpico Español (17 de julio de 1975-9 de septiembre de 1976).
Formó parte también de las últimas Cortes franquistas, vinculado a Fernando Herrero Tejedor, con quien lo unía una gran amistad. Durante la Transición formó parte de Unión del Pueblo Español (UPE), con el que se integró en Alianza Popular. Poco antes de la convocatoria de las elecciones generales de 1977 decidió retirarse de la política. A partir de ese momento trabajó como abogado hasta su jubilación.
Su hija María Pelayo, periodista, ha trabajado en cadenas de televisión (Antena 3, Telemadrid y Trece TV), y ha sido jefa de prensa de diferentes cargos del Partido Popular. Actualmente es la jefa de prensa de Pablo Casado.